# PRIDE SPECIAL 男祭り 2003
PRIDE SPECIAL 男祭り 2003（プライド スペシャル おとこまつり にせんさん）は、日本の総合格闘技イベント「PRIDE」の大会の一つ。2003年12月31日、埼玉県のさいたま市中央区にあるさいたまスーパーアリーナで開催された。
大会キャッチコピーは、「本物の闘いは、ここにある。」。

## 大会概要
PRIDEの名を冠した初の大晦日興行であり、メインイベントでは桜庭和志がアントニオ・ホジェリオ・ノゲイラに3R判定の末3-0で敗れたものの、初参戦の近藤有己がマリオ・スペーヒーをドクターストップに追い込んだ。また吉田秀彦とホイス・グレイシーのリベンジマッチが行われ、道着を脱ぐという奇策に出たホイスが吉田を圧倒した（ルールにより結果はドロー）。またゲーリー・グッドリッジの引退試合が行われたが、グッドリッジは後にK-1で復帰した。
視聴率は12.2％となっていて、TBSのK-1 PREMIUM 2003 Dynamite!!に次ぐ民放第2位の視聴率をマークしている。

## 試合結果
第1試合 PRIDEルール 1R10分、2・3R5分
○  クイントン・"ランペイジ"・ジャクソン vs.  美濃輪育久 ×
2R 1:05 TKO（レフェリーストップ：グラウンドの膝蹴り）
第2試合 PRIDEルール 1R10分、2・3R5分
○  ヒース・ヒーリング vs.  ジャイアント・シルバ ×
3R 0:35 スリーパーホールド
第3試合 PRIDEルール 1R10分、2・3R5分
○  桜井"マッハ"速人 vs.  高瀬大樹 ×
3R終了 判定3-0
第4試合 PRIDEルール 1R10分、2・3R5分
○  ムリーロ・ニンジャ vs.  小路晃 ×
1R 2:41 KO（跳び膝蹴り）
第5試合 PRIDE特別ルール 10分2R
△  ホイス・グレイシー vs.  吉田秀彦 △
2R終了 時間切れ
第6試合 PRIDEルール 1R10分、2・3R5分
○  ゲーリー・グッドリッジ vs.  ドン・フライ ×
1R 0:27 KO（右ハイキック）
第7試合 PRIDEルール 1R10分、2・3R5分
○  ダニエル・グレイシー vs.  坂田亘 ×
1R 7:12 腕ひしぎ十字固め
第8試合 PRIDEルール 1R10分、2・3R5分
○  近藤有己 vs.  マリオ・スペーヒー ×
1R 3:27 TKO（ドクターストップ：カット）
第9試合 PRIDEルール 1R10分、2・3R5分
○  田村潔司 vs.  ロニー・セフォー ×
1R 2:20 腕ひしぎ十字固め
第10試合 PRIDEルール 1R10分、2・3R5分
○  アントニオ・ホジェリオ・ノゲイラ vs.  桜庭和志 ×
3R終了 判定3-0